# NGC 6573
NGC 6573 este o galaxie situată în constelația Săgetătorul. A fost descoperită în 28 iulie 1830 de către John Herschel.